# Majdel Tarchich
Majdel Tarchich (arabe : مجدل ترشيش ) est un village libanais situé dans le caza du Metn au Mont-Liban au Liban. La population est presque exclusivement chrétienne.
Le village est notamment connu pour le gouffre de Houet Qattine Azar.